# Отец невесты (фильм, 2022)
«Отец невесты» (англ. Father of the Bride) — предстоящий американский драматический фильм, по сценарию Мэтта Лопеса, режиссёра Гари Алазраки. В фильме снимались Энди Гарсия, Глория Эстефан, Адриа Архона, Изабела Мерсед и Диего Бонета.

## Сюжет
Картина поведает историю отца (Энди Гарсия), который пытается смириться с тем, что его дочь (Адриа Архона) выходит замуж. Фильм покажет происходящее сквозь призму разнообразных отношений в большой кубино-американской семье.

## Актёрский состав
- Энди Гарсия — Отец невесты
- Глория Эстефан — Мать невесты
- Адриа Архона — Невеста
- Изабела Мерсед — Сестра невесты
- Диего Бонета — Жених
- Энрике Мурчиано
- Макарена Ачага
- Хлоя Файнман — Организатор свадьбы
- Ана Фабрега

## Производство
В сентябре 2020 года было объявлено, что в Warner Bros. Pictures разрабатывается латинскую адаптацию «Отца невесты», основанная на кубинских американцах, по сценарию, написанному Мэттом Лопесом. В феврале 2021 года было объявлено, что режиссёром фильма назначен Гари Алазраки. В марте 2021 года Энди Гарсия был объявлен главным героем. В апреле 2021 года было объявлено, что Адриа Архона, Глория Эстефан и Изабела Мерсед присоединились к Энди. В мае к ним присоединились Диего Бонета, Энрике Мурчиано и Макарена Ачага.

В июне 2021 года Хлоя Файнман и Ана Фабрега присоединились к актёрскому составу фильма. Фильм в настоящее время производится Warner Bros. Pictures и Spyglass Media Group распространяется HBO Max. Съемки проходили в двух местах, в Атланте и в Майами.